# 藤本聰
藤本 聰（ふじもと さとし、1975年8月2日 - ）は、徳島県徳島市生まれの男性柔道家。5歳のときに柔道を始める。児童期に不慮の事故（学友との遊びで目に小石が当たる）に遭い左目を負傷。児童期から青年期にかけ徐々に視野が狭くなり視力も低下。後天性視覚障害。

## 経歴
- 1988年徳島市千松小学校卒業
- 1991年徳島市城西中学校卒業
- 1994年徳島県立徳島商業高等学校卒業
- 1997年徳島県立盲学校高等部専攻科理学療法科卒業/医療法人青嵐会・七條整形外科に理学療法士として勤務
- 1998年4月徳島県立盲学校実習助手、2004年4月同校実習助手兼助教諭
- 2006年3月創価大学通信教育部経済学部経済学科卒業
- 2014年4月徳島県高等学校教職員組合（高教組）執行委員。同校の柔道部顧問と徳島県立徳島商業高等学校の柔道部コーチを兼任する。柔道四段。

2004年のアテネ大会でパラリンピック三連覇を達成し同年に徳島県民栄誉賞を受賞。国体柔道成年男子の部で徳島県代表として先鋒（60kg以下級）で参加（1995年 福島、1997年 大阪、1999年 熊本）。視覚障害者柔道で89連勝の記録を持つ。2008年のパラリンピック北京大会ではパラリンピック四連覇が掛かっていたが、決勝でアルジェリアのサイド・アリ・ラムリに敗退し銀メダルに終わる。
2012年5月のパラリンピックロンドン大会66kg級代表選考会で廣瀬誠に敗れ、五大会連続のパラリンピック出場はならなかった。
2016年のリオデジャネイロパラリンピックでは準決勝でアゼルバイジャンのバイラム・ムスタファエフに敗れたが、3位決定戦ではリトアニアのオスヴァルダス・バレイキスを破って銅メダルを獲得した。これでパラリンピックで獲得したメダルは5つとなった。

## 主な戦績
- 1996年 - アトランタパラリンピック 優勝(65kg級)
- 2000年 - シドニーパラリンピック 　優勝
- 2004年 - アテネパラリンピック 優勝
- 2008年 - 北京パラリンピック 2位
- 2011年 - IBSAワールドゲームズ 3位
- 2015年 - IBSAワールドカップ　2位
- 2015年 - IBSAワールドゲームズ 7位
- 2016年 - リオデジャネイロパラリンピック 3位

(出典　JudoInside.com)。